# Grindel
Grindel is een gemeente en plaats in het Zwitserse kanton Solothurn en maakt deel uit van het district Thierstein.

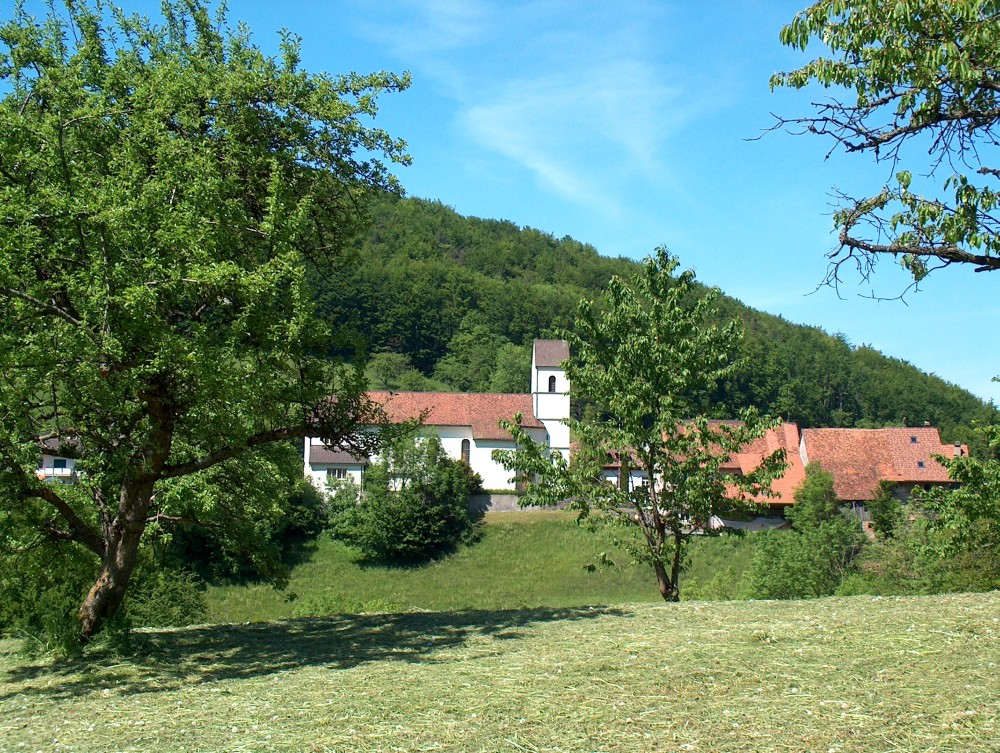
Grindel en kerk

Grindel telt 492 inwoners.